# هاچیمایسین
هاچیمایسین، همچنین به عنوان تریکومایسین شناخته می شود،  یک آنتی‌بیوتیک ماکرولیدی پلی‌انی  است. این ماده به عنوان یک عامل ضد قارچ یا قارچ کش کاربرد دارد و از استرپتومایسس برای استخراج آن استفاده می شود. 